# Línea de Benrath

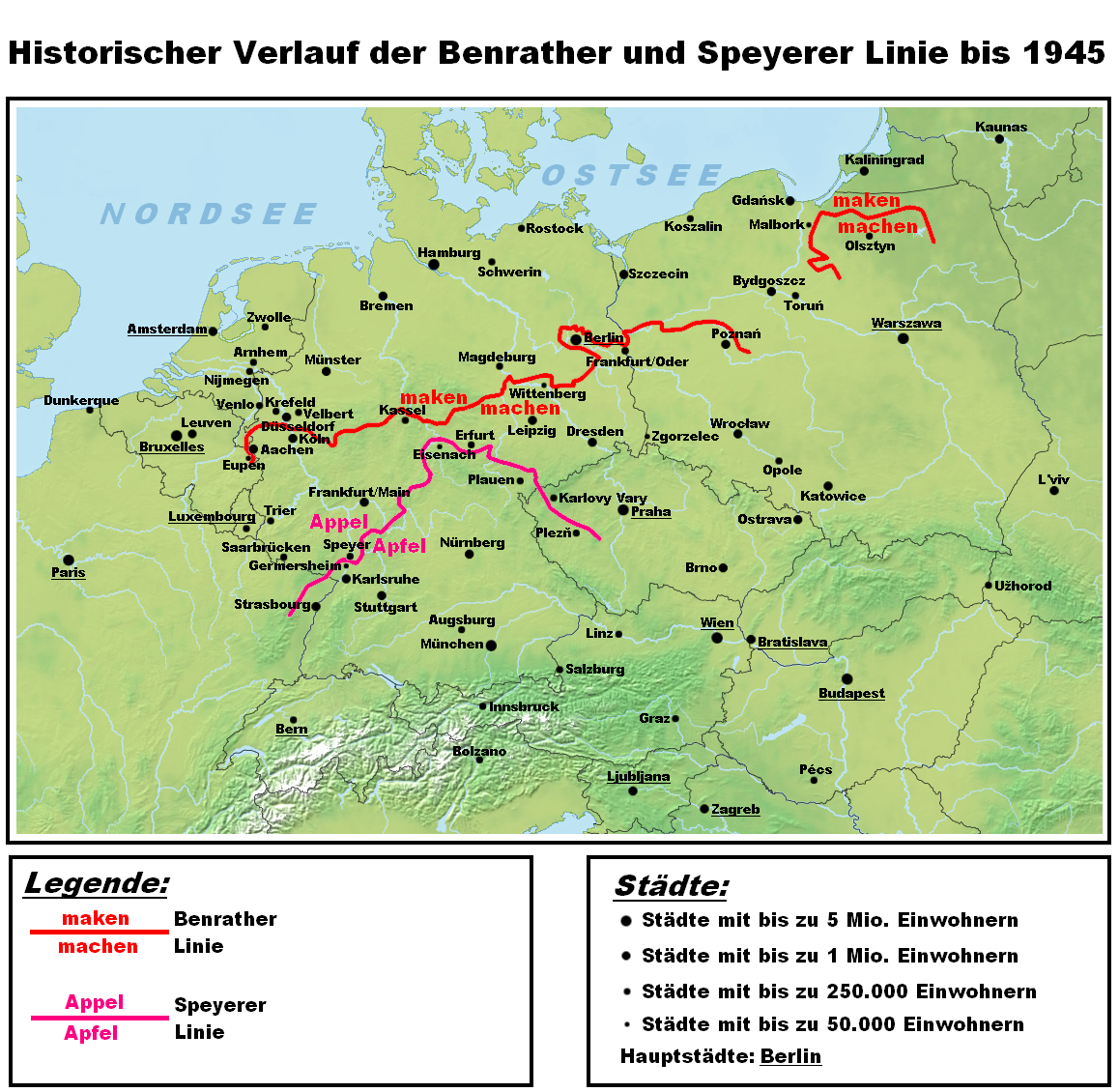
Las isoglosas principales, en rojo la de línea de Benrath (maken/machen) y en rosa la línea de Espira (Appel/Apfel).

La línea de Benrath (en alemán Benrather Linie) es una isoglosa que divide los dialectos del alemán entre: dialectos del bajo alemán, al norte de la línea, y los del alto alemán, al sur de esa línea. 
Se denomina así por ser una línea imaginaria que pasa por Benrath, un barrio del sur de la ciudad de Düsseldorf. También se la conoce como la línea "machen-maken", ya que al sur de ella "maken" (hacer) se transformó en "machen" durante la segunda mutación consonántica germánica. Esta mutación se produjo alrededor del año 500 d. C. en los pueblos al sur de esta línea; los dialectos de estos pueblos han dado lugar al alto alemán actual. Los dialectos de los pueblos al norte de esta línea, que no se vieron afectados por esta mutación, han dado lugar a los dialectos del bajo alemán, al inglés, neerlandés y frisón.
La línea de Benrath no marca el límite septentrional de la segunda mutación consonántica germánica, ya que la línea de Uerdingen (la isoglosa ik-ich) discurre ligeramente más al norte, y algunos de los cambios periféricos asociados a la mutación afectaron al bajo alemán.